# Drip (album)
Drip – pierwszy album studyjny południowokoreańskiej grupy Babymonster. Został wydany przez YG Entertainment 1 listopada 2024 roku. Album zawiera 9 utworów, w tym tytułowe piosenki „Drip” i „Clik Clak” oraz przedpremierowy singiel „Forever”.

## Tło wydania
24 stycznia 2024 roku założyciel YG Entertainment, Yang Hyun-suk, ogłosił plany wydania przez grupę minialbumu 1 kwietnia, a następnie pełnego albumu studyjnego jesienią tego samego roku. Kolejne ogłoszenie, które Yang przekazał 19 maja, ujawniło plany wydania pre-release singla zapowiadającego nadchodzący album na początku lipca. Singiel „Forever” ukazał się 1 lipca. Nagrania teledysków promujących album rozpoczęły się 23 września, co ogłoszono tego samego dnia, jednocześnie ponownie potwierdzając jesienną premierę albumu.
8 października YG Entertainment oficjalnie ogłosiło pierwszy album studyjny Babymonster, zatytułowany Drip. Tego samego dnia ujawniono listę utworów, a singiel Drip został ogłoszony jako główny utwór albumu. Od momentu ogłoszenia co tydzień przed premierą albumu publikowano zapowiedzi pierwszych zwrotek dwóch utworów: „Clik Clak” i „Love, Maybe” – 11 i 12 października, „Woke Up in Tokyo” i „Billionaire” – 18 i 19 października, oraz „Really Like You” i „Love in My Heart” – 25 i 26 października. 21 października ogłoszono, że „Clik Clak” będzie drugim utworem tytułowym albumu. Teledysk do utworu ukazał się 30 października. Drip został wydany 1 listopada wraz z teledyskiem do głównego singla.

## Kompozycja
Drip zawiera dziewięć utworów. Otwierający album „Clik Clak” to minimalistyczny utwór hip-hopowy, w którym wszystkie siedem członkiń rapuje w unikalnych stylach. Tytułowy „Drip” to taneczny utwór hip-hopowy, współkomponowany przez G-Dragona z BigBang, natomiast trzeci utwór, Love, Maybe, to intymna ballada, w której wszystkie członkinie śpiewają przy akompaniamencie oszczędnej partii gitary. Następnie pojawia się „Really Like You”, utrzymany w stylu hip-hopu lat 90., współtworzony przez Mino z Winner, oraz „Billionaire”, utwór R&B z mocnym basem 808 i klimatem Y2K. Szósta piosenka, „Love in My Heart”, to dynamiczny taneczny pop, opowiadający o nieukrywaniu niekontrolowanie rosnących uczuć. Siódmy utwór, „Woke Up in Tokyo”, to hip-hopowy kawałek z ciężkim basem, japońskimi tekstami i grą słów opartą na onomatopei, wykonywany przez raperki grupy, Rukę i Asę. Singiel „Forever” to energetyczny synth-popowy utwór z letnim klimatem, a album zamyka remiks „Batter Up”, który został wykonany jako bis podczas trasy fanmeetingowej See You There (2024) jako utwór bonusowy. 

## Odbiór komercyjny
Drip zadebiutował na szczycie Circle Album Chart w Korei Południowej[1] oraz na 7. miejscu Billboard Japan Hot Albums. Tydzień po premierze YG Entertainment poinformowało o sprzedaży na poziomie około 820 000 egzemplarzy, czyli prawie dwa razy więcej niż w przypadku poprzedniego wydawnictwa, Babymons7er.

## Lista utworów
| Lista utworów Drip | Lista utworów Drip                | Lista utworów Drip                                                                 | Lista utworów Drip                             | Lista utworów Drip  | Lista utworów Drip |
| Nr                 | Tytuł utworu                      | Tekst                                                                              | Kompozycja                                     | Aranżacja           | Długość            |
| ------------------ | --------------------------------- | ---------------------------------------------------------------------------------- | ---------------------------------------------- | ------------------- | ------------------ |
| 1.                 | „Clik Clak”                       | Malaynah, Ricky Luna, Rolando Luna, Choice37, Masta Wu                             | Ricky Luna, Rolando Luna, Keith Bykoff         | Ricky Luna          | 2:49               |
| 2.                 | „Drip”                            | Sandra Wikström, YG, Airplay, Masta Wu, Choice37, Sonny                            | Airplay, Illjun, Wikström, G-Dragon            | Airplay, Illjun, YG | 3:01               |
| 3.                 | „Love, Maybe”                     | Wikström, Choice37, Airplay                                                        | Airplay, Wikström, Ends                        | Airplay, Ends       | 3:08               |
| 4.                 | „Really Like You”                 | Ryan Bickley, Jonny Hockings, YG, Mino, Bigtone                                    | Airplay, Bickley, Hockings, Freedo, Ends       | Airplay, Ends       | 3:18               |
| 5.                 | „Billionaire”                     | Lauren Aquilina, Choice37, Wikström                                                | Choice37, LP, Aquilina, Wikström, Sonny, Lil G | Choice37, LP        | 2:37               |
| 6.                 | „Love in My Heart”                | Where the Noise, Jared Lee, YG, Asa, Ruka                                          | Kang Uk-jin, Diggy, J. Lee                     | Kang, Diggy, YG     | 3:12               |
| 7.                 | „Woke Up in Tokyo” ((Ruka & Asa)) | Kyler Niko, Wonderframe, Ricky Luna, Daboyway, Jonathon Keyes, Choice37, Ruka, Asa | Ricky Luna, Rolando Luna                       | Ricky Luna          | 2:24               |
| 8.                 | „Forever”                         | Blvsh, Choice37, Sonny, Lil G, LP                                                  | Choice37, LP, Blvsh, Sonny, Lil G              | Choice37, LP, YG    | 3:33               |
| 9.                 | „Batter Up”                       | J. Lee, YG ,Asa, Choi Hyun-suk, Lee Chan-hyuk, Where the Noise, BigTone            | Chaz Mishan, YG, Dee.P, J. Lee, Asa            | Dee.P               | 3:47               |

## Notowania
| Lista                              | Pozycja | Źr.    |
| ---------------------------------- | ------- | ------ |
| South Korean Albums (Circle)       | 1       | [ 26 ] |
| Hungarian Physical Albums (MAHASZ) | 40      | [ 27 ] |
| Japanese Albums (Oricon)           | 9       | [ 28 ] |
| Japanese Combined Albums (Oricon)  | 8       | [ 29 ] |
| Japan Hot Albums (Billboard Japan) | 7       | [ 30 ] |
| UK Album Downloads (OCC)           | 84      | [ 31 ] |
| US Billboard 200                   | 149     | [ 32 ] |
| US Independent Albums (Billboard)  | 22      | [ 33 ] |